# Warner Robins, Georgia
Warner Robins là một thành phố thuộc quận Houston trong trung bộ tiểu bang Georgia, Hoa Kỳ. Thành phố có diện tích 91,6 km2, dân số theo điều tra năm 2010 của Cục điều tra dân số Hoa Kỳ là 66.88 người. Warner Robins thuộc khu vực thống kê kết hợp Macon-Warner Robins, với dân số 417.473 người. Căn cứ không quân Robins được xây dựng năm 1942 ngay bên ngoài ranh giới thành phố này